# Felix Alexander
Felix James Alexander, Pseudonyme: Dr. Johan Sailer und A. Wehrenburg, (geboren 4. März 1888 in Hamburg; gestorben 23. Juni 1973 in Eureka Springs, Carroll County (Arkansas), USA) war ein deutsch-amerikanischer Nationalökonom.

## Leben
Er war der Sohn von James Albrecht und dessen Ehefrau Ida geborene Israel. Nach dem Besuch des Realgymnasiums und der Oberrealschule in Hamburg studierte Felix Alexander Philosophie und Staatswissenschaften an den Universitäten Jena, Berlin und Tübingen. In Tübingen promovierte er 1913 zum Dr. sc. pol. Das Thema seiner Dissertation lautete Die nebenberuflichen Theatergesellschaften in Deutschland. Anschließend war er bis 1914 als Assistent an der Handelskammer Berlin tätig. Nach Ausbruch des Ersten Weltkrieges erfolgte seine Einberufung zum aktiven Wehrdienst, der er bei der Flottenversorgung in Hamburg, Cuxhaven und Wilhelmshaven ableistete. 1919 ging er nochmals an die Universität Jena und im darauffolgenden Jahr wurde er in Berlin Dezernent für Demobilmachung, Kriegsbeschädigten- und Flüchtlingsfürsorge. Ab 1924 lebte er freischaffend und unternahm Vortrags- und Studienreisen. Auf dieser Grundlage publizierte er 1925 die Schrift Als Nationalökonom rund um den Erdball.
In der Zeit des Nationalsozialismus wanderte er Mitte der 1930er Jahre aufgrund seiner jüdischen Abstammung aus und ließ sich in New York nieder. Er starb 1973 in Eureka Springs, Carroll County, Arkansas.

## Werke (Auswahl)
- Die nebenberuflichen Theatergesellschaften in Deutschland, Altenburg (S.-A.), 1913.
- Die künstlerischen Überlegenheiten der Theatervereine gegenüber den hauptberuflichen Theatergesellschaften. Ein Weckruf den deutschen Volksschauspielern! Berlin, 1920.
- Pauker und Pennäler. Ein Schultraum in vier dramatischen Bildern, 1924.
- Als Nationalökonom um den Erdball, 1925.